# Grégoire Saucy
Grégoire Saucy (Bassecourt, Suiza; 26 de diciembre de 1999) es un piloto de automovilismo suizo. En 2021 ganó el Campeonato de Fórmula Regional Europea. Actualmente disputa el Campeonato Mundial de Resistencia de la FIA y la European Le Mans Series.

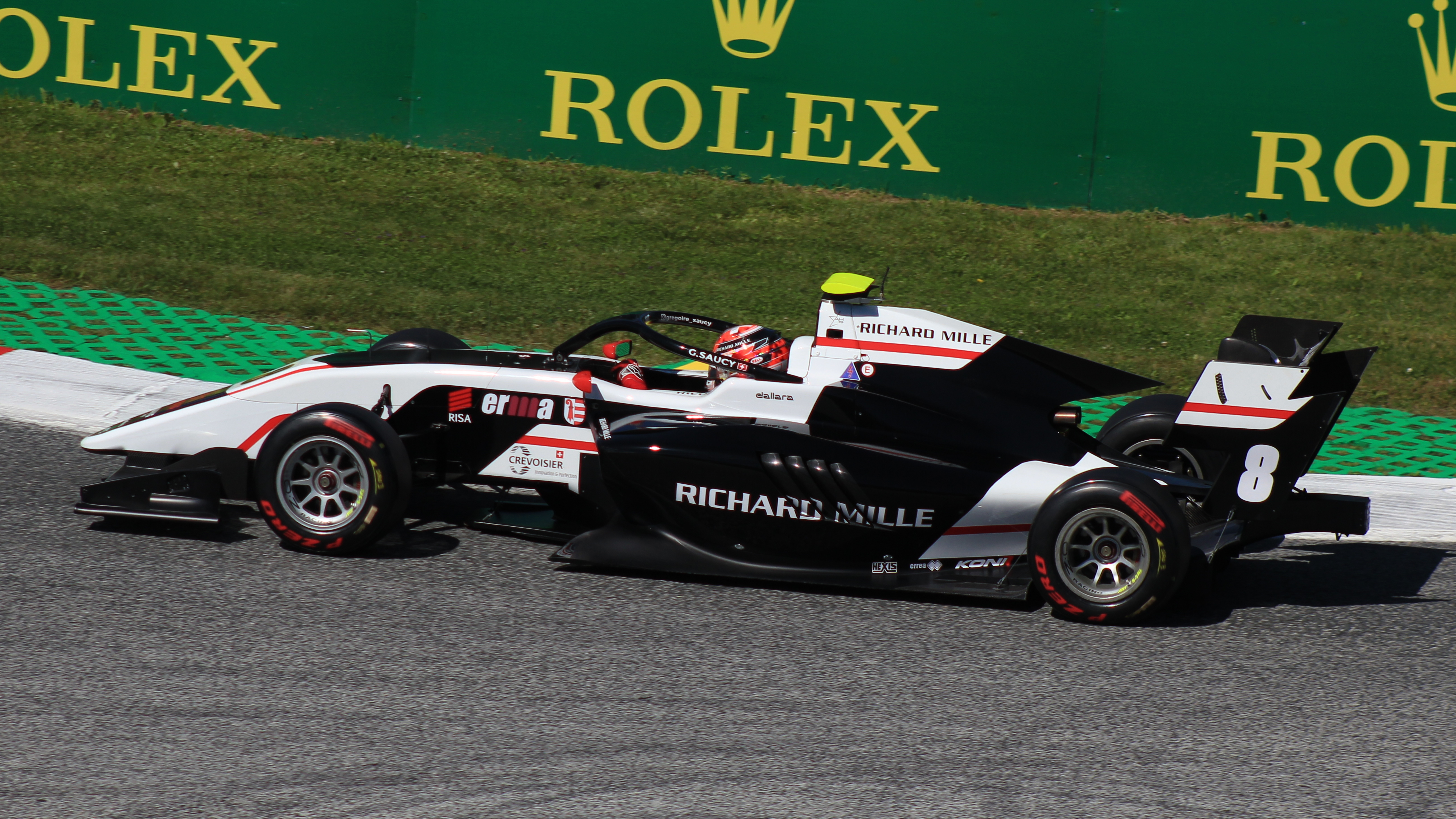
Saucy en Red Bull Ring, 2022.

## Carrera
Tras el karting, Saucy comenzó a correr en carreras de monoplazas en 2016. Disputó la V de V Challenge, logrando tres podios a lo largo del año y el cuarto lugar en el campeonato. Al año siguiente corrió en cuatro carreras de la Eurocopa de Fórmula Renault y participó como piloto invitado en la F4 Italiana.
En 2018 disputó a tiempo completo el campeonato italiano con Jenzer Motorsport y las últimas tres carreras con R-ace GP. Además corrió la ADAC Fórmula 4 como invitado. Permaneció en ambos campeonatos hasta 2019.
En 2020 corrió en el campeonato neozelandés Toyota Racing Series, logrando dos podios y el sexto lugar en el Campeonato de Pilotos. En febrero del mismo año, la escudería ART Grand Prix lo fichó para correr a tiempo completo la temporada 2020 de Eurocopa de Fórmula Renault. Fue séptimo en el campeonato con dos podios. Para el año siguiente, ART lo retuvo para correr en el Campeonato de Fórmula Regional Europea. A lo largo del año logró ocho victorias en diez podios y 277 puntos finales para coronarse campeón de la categoría, delante del francés Hadrien David.
Los días 1, 2 y 3 de noviembre de 2021, ART Grand Prix contó con el suizo en los entrenamientos postemporada del Campeonato de Fórmula 3 de la FIA, disputados en el circuito Ricardo Tormo. En la sesión de la mañana del último día, fue el más rápido con un tiempo de 1:21.300. Dos días más tarde, la escudería francesa anunció la participación de Saucy en la temporada 2022.
Logró el tercer lugar en la carrera 2 de la primera ronda, en Sakhir. Tuvo que esperar hasta Budapest para volver a sumar puntos con un séptimo lugar en la carrera 1, y posteriormente volvió a sumar en las primeras carreras de Zandvoort y Monza. Finalmente se ubicó en la posición 15 en el campeonato con 30 puntos. El 4 de noviembre, el suizo renovó con ART para 2023.

## Resumen de carrera
| Temporada | Categoría                                           | Equipo               | Carreras     | Victorias    | Poles        | VR           | Podios       | Puntos       | Pos.         |
| --------- | --------------------------------------------------- | -------------------- | ------------ | ------------ | ------------ | ------------ | ------------ | ------------ | ------------ |
| 2016      | V de V Challenge                                    | RC Formula           | 3            | 0            | 0            | 0            | 0            | 661          | 4.º          |
| 2016      | V de V Challenge                                    | GSK Grand Prix       | 18           | 0            | 2            | 1            | 3            | 661          | 4.º          |
| 2017      | Eurocopa de Fórmula Renault                         | AVF by Adrián Vallés | 4            | 0            | 0            | 0            | 0            | 0            | 26.º         |
| 2017      | Campeonato de Italia de Fórmula 4                   | Jenzer Motorsport    | 6            | 0            | 0            | 0            | 0            | 7            | NC†          |
| 2018      | ADAC Fórmula 4                                      | Jenzer Motorsport    | 2            | 0            | 0            | 0            | 0            | 0            | NC†          |
| 2018      | Campeonato de Italia de Fórmula 4                   | Jenzer Motorsport    | 18           | 0            | 2            | 1            | 0            | 63           | 11.º         |
| 2018      | Campeonato de Italia de Fórmula 4                   | R-ace GP             | 3            | 0            | 0            | 0            | 0            | 63           | 11.º         |
| 2019      | Eurocopa de Fórmula Renault                         | R-ace GP             | 4            | 0            | 0            | 0            | 0            | 0            | NC†          |
| 2019      | Campeonato de Italia de Fórmula 4                   | R-ace GP             | 9            | 0            | 0            | 0            | 0            | 28           | 15.º         |
| 2019      | ADAC Fórmula 4                                      | R-ace GP             | 20           | 0            | 0            | 0            | 2            | 95           | 9.º          |
| 2020      | Eurocopa de Fórmula Renault                         | ART Grand Prix       | 20           | 0            | 0            | 0            | 2            | 95.5         | 7.º          |
| 2020      | Toyota Racing Series                                | Giles Motorsport     | 15           | 0            | 0            | 0            | 2            | 220          | 6.º          |
| 2021      | Campeonato de Fórmula Regional Europea              | ART Grand Prix       | 20           | 8            | 8            | 2            | 10           | 277          | 1.º          |
| 2022      | Campeonato de Fórmula 3 de la FIA                   | ART Grand Prix       | 18           | 0            | 0            | 0            | 1            | 30           | 15.º         |
| 2023      | Campeonato de Fórmula 3 de la FIA                   | ART Grand Prix       | 18           | 0            | 1            | 1            | 2            | 54           | 14.º         |
| 2024      | Campeonato Mundial de Resistencia de la FIA - LMGT3 | United Autosports    | 8            | 0            | 0            | 0            | 0            | 52           | 9.º          |
| 2024      | European Le Mans Series - LMP2 Pro-Am               | Richard Mille by TDS | 6            | 2            | 0            | 1            | 4            | 94           | 4.º          |
| 2025      | Campeonato Mundial de Resistencia de la FIA - LMGT3 | United Autosports    | Disputándose | Disputándose | Disputándose | Disputándose | Disputándose | Disputándose | Disputándose |
| Fuente:   |                                                     |                      |              |              |              |              |              |              |              |

- † Saucy fue piloto invitado, por lo tanto no fue apto para sumar puntos.

## Resultados

### Eurocopa de Fórmula Renault
(Clave) (negrita indica pole position) (cursiva indica vuelta rápida)

| Año     | Escudería            | 1        | 2        | 3         | 4         | 5         | 6         | 7        | 8         | 9        | 10      | 11      | 12        | 13        | 14      | 15        | 16      | 17        | 18        | 19       | 20       | 21    | 22    | 23    | Pos. | Puntos |
| ------- | -------------------- | -------- | -------- | --------- | --------- | --------- | --------- | -------- | --------- | -------- | ------- | ------- | --------- | --------- | ------- | --------- | ------- | --------- | --------- | -------- | -------- | ----- | ----- | ----- | ---- | ------ |
| 2017    | AVF by Adrián Vallés | MNZ 1 12 | MNZ 2 12 | SIL 1 Ret | SIL 2 DNS | PAU 1 DNS | PAU 2 DNS | MON 1 20 | MON 2 DNS | HUN 1    | HUN 2   | HUN 3   | NÜR 1     | NÜR 2     | RBR 1   | RBR 2     | LEC 1   | LEC 2     | SPA 1     | SPA 2    | SPA 3    | CAT 1 | CAT 2 | CAT 3 | 26.º | 0      |
| 2019    | R-ace GP             | MNZ 1    | MNZ 2    | SIL 1     | SIL 2     | MON 1     | MON 2     | LEC 1    | LEC 2     | SPA 1    | SPA 2   | NÜR 1   | NÜR 2     | HUN 1     | HUN 2   | CAT 1     | CAT 2   | HOC 1 5   | HOC 2 12  | YMC 1 12 | YMC 2 12 |       |       |       | NC†  | 0      |
| 2020    | ART Grand Prix       | MNZ 1 11 | MNZ 2 8  | IMO 1 14  | IMO 2 13  | NÜR 1 4   | NÜR 2 3   | MAG 1 4  | MAG 2 6   | ZAN 1 10 | ZAN 2 8 | CAT 1 4 | CAT 2 Ret | SPA 1 11‡ | SPA 2 3 | IMO 1 Ret | IMO 2 7 | HOC 1 Ret | HOC 2 Ret | LEC 1 7  | LEC 2 15 |       |       |       | 7.º  | 95.5   |
| Fuente: |                      |          |          |           |           |           |           |          |           |          |         |         |           |           |         |           |         |           |           |          |          |       |       |       |      |        |

- † Como piloto invitado, no fue apto para puntuar.
- ‡ Como no se completó el 75% de la carrera, se otorgaron la mitad de los puntos.

### Campeonato de Fórmula 3 de la FIA
(Clave) (negrita indica pole position) (cursiva indica vuelta rápida puntuable)

| Año  | Escudería      | 1   | 1   | 2   | 2   | 3   | 3   | 4   | 4   | 5   | 5   | 6   | 6   | 7   | 7   | 8   | 8   | 9   | 9   | Pos. | Puntos | Ref.   |
| ---- | -------------- | --- | --- | --- | --- | --- | --- | --- | --- | --- | --- | --- | --- | --- | --- | --- | --- | --- | --- | ---- | ------ | ------ |
| 2022 | ART Grand Prix | SAK | SAK | IMO | IMO | BAR | BAR | SIL | SIL | SPI | SPI | BUD | BUD | SPA | SPA | ZAN | ZAN | MNZ | MNZ | 15.º | 30     | [ 11 ] |
| 2022 | ART Grand Prix | Ret | 3   | Ret | 23† | 11  | 11  | 18  | 25  | 11  | 14  | 7   | 11  | 12  | Ret | 5   | Ret | 6   | 28† | 15.º | 30     | [ 11 ] |
| 2023 | ART Grand Prix | SAK | SAK | MEL | MEL | MON | MON | BAR | BAR | SPI | SPI | SIL | SIL | BUD | BUD | SPA | SPA | MNZ | MNZ | 14.º | 54     | [ 13 ] |
| 2023 | ART Grand Prix | 7   | 4   | 8   | 2   | 3   | 10  | 23  | 27  | 20  | 27  | 21  | 9   | 9   | 15  | 10  | 20  | 22  | Ret | 14.º | 54     | [ 13 ] |